# Эш-Шейх-Бадр
Эш-Шейх-Бадр (араб.  الشيخ بدر ‎) — небольшой город на северо-западе Сирии, расположенный на территории мухафазы Тартус. Является административным центром района Эш-Шейх-Бадр, а также центром одноимённой нахии.

## Географическое положение
Город находится на востоке центральной части мухафазы, к северу от реки Эль-Хусайн, на высоте 607 метров над уровнем моря.

Эш-Шейх-Бадр расположен на расстоянии приблизительно 18 километра к северо-востоку от Тартуса, административного центра провинции и на расстоянии 159 километров к северо-северо-западу (NNW) от Дамаска, столицы страны.

## Население
По данным официальной переписи 2004 года численность населения города составляла 9486 человек (4806 мужчин и 4680 женщин). В конфессиональном составе населения преобладают алавиты.

## Транспорт
Ближайший гражданский аэропорт расположен в ливанском городе Триполи.